# Карпачёва, Сусанна Михайловна
Карпачёва Сусанна Михайловна (родилась 29 апреля 1910 года в Москве — скончалась 2 июня 1998 года там же) — советский учёный, доктор химических наук (1950 г.), химик-технолог, участник атомного проекта СССР. Лауреат Государственной премии СССР. Автор сотен научных работ, 5 книг и 40 изобретений.

## Ранние годы
Родилась в мещанской семье зубных врачей, в Москве. Отец в 1919 году умер от тифа, мать работала врачом в амбулатории, впоследствии по состоянию здоровья работала на дому, однако в пожилом возрасте снова вышла на работу в больницу.
Обучалась на дому по состоянию здоровья, учиться помогал дальний родственник, студент-медик.
В 14 лет пошла в школу в 7 класс, попав в число лучших учеников.

## Образование
Подала заявление в техникум им. Карпова, но её не взяли из-за происхождения.
Поступила на химический факультет Московского высшего технического училища, была переведена в «Менделеевку» в связи с объединением вузов и созданием единого Московского Химико-технологического института.
В 1930-м (в конце 3 курса) проходила практику на коксохимическом заводе в Алчевске, где увидев процесс коксования, поняла, что хочет этим заниматься. Перед дипломом попала на практику на завод в Керчи. Была начальником смены, отвечала за правильный режим печей (в том числе печей американской фирмы «Копперс-компани»)

## Научная деятельность
После окончания в 1931 г. МХТИ им. Д. И. Менделеева по кафедре «Технология пирогенных процессов» работала на Московском заводе «Коксохим», а затем в Научно-исследовательском институте «Гипрогаз».
Открыла первую лабораторию по исследованию получения сажи в 1933 году. Её называли «Королевой сажи».
Во время Великой Отечественной войны проводила эксперименты на Крутянском сажевом заводе (Ухтижимлаг), где работала директором. В Ухте познакомилась с будущим вторым мужем, журналистом Евгением Ивановичем Рябчиковым. Это чувство по отношению к заключённому вызвало негативную реакцию, в результате которой Карпачёву отстранили от должности директора и фактически лишили права на самостоятельную работу. Летом 1943 года по распоряжению заместителя наркома НКВД А. П. Завенягина она была переведена в Норильск и добилась перевода Рябчикова туда же. В Норильске он возобновил журналистскую деятельность.
В 1944 г., подведя итог результатов экспериментальной работы по совершенствованию технологии производства сажи в условиях крайнего Севера, Сусанна Михайловна защитила кандидатскую диссертацию.
С 1945 г. работала в Атомной промышленности, сначала в ПГУ, а затем, всю оставшуюся жизнь, в НИИ-9 — ВНИИНМ. В основу её докторской диссертации легли работы по применению изотопов кислорода для исследования различных процессов — метод «меченых атомов».
Объединившись с А. М. Розеном, разрабатывала процессы производства тяжелой и сверхтяжелой воды. В Норильске была возведена уникальная промышленная установка получения D2O методом ректификации с колоннами диаметром до 4.7 м.
С 1950 г. Карпачева исследовала способы выделения урана методом экстракции, в результате чего, совместно с Максом Фольмером, предложила использовать трибутилфосфат (ТБФ) для экстракции урана и плутония без добавок минеральных солей, из-за которых увеличивался объём отходов, а потом и применять синтин в качестве разбавителя. В 1955 году С. М. Карпачева с коллегами подготовили заявку на патент разработанной схемы применения ТБФ с синтином, однако в министерстве к подобным «претензиям» относились пренебрежительно и предложили оформить всё как рационализаторское предложение. Однако работы Карпачёвой положили начало внедрению ТБФ в отечественную атомную промышленность. Подготовкой своего изобретения Карпачёва почти на 20 лет опередила американцев Херберта Андерсона и Ларнеда Брауна Аспри из Металлургической лаборатории Чикагского университета, работавших в рамках Манхэттенского проекта. Заявку на патент «Процесс извлечения плутония посредством растворителя» (англ. Solvent Extraction Process for Plutonium) они подали только в 1974 году, трибутилфосфат там упоминается как основной реагент, который выполняет основную часть химической реакции.
«Пришедшиеся на конец ее жизни распад СССР, развал советского общества, крушение дела, которому она отдавала все свои силы, потрясли маму и, думаю, ускорили ее уход из жизни — как и уход многих других людей этого поколения» (сын, Александр Ларин).
Сусанна Михайловна Карпачева умерла 2 июня 1998 г.
Книгу Карпачёвой С.М. «Записки советского инженера» опубликовал после её смерти сын Александр в 2001 году.
КТН – 1944 по процессу производства газовой сажи, ДХН – 1950 г.
На основе работ С.М.Карпачевой по интенсификации процессов массопередачи с помощью пульсации были разработаны различные пульсационные аппараты, в т.ч. пульсационные экстракционные колонны, теория их расчета и моделирования. За данные заслуги учёный была удостоена звания лауреата Государственной премии и премии Совета Министров СССР.

## Семья
Первый муж Георгий (Юрий) Александрович Ларин, старший сын Александр Георгиевич Ларин (29.09.1932 , китаевед, кандидат филологических наук).
Второй муж Евгений Иванович Рябчиков (25.03.1909 – 30.04.1996, советский журналист, писатель), младший сын Борис Евгеньевич Рябчиков (25.01.1945, доктор технических наук).